# HMS Hostile (H55)
HMS Hostile byl britský torpédoborec třídy H, který sloužil u Royal Navy během druhé světové války. Stavba začala 27. února 1935 v loděnici Scott's Shipbuilding and Engineering v Greenock ve Skotsku. Na vodu byl spuštěn 24. ledna 1936 a do služby byl přijat 10. září 1936.
- Účastnil se v dubnu 1940 první námořní bitvy u Narviku.
- Účastnil se v červenci 1940 bitvy u Punta Stilo.

23. srpna 1940 Hostile při plavbě z Malty do Gibraltaru najel v Sicilském průlivu u mysu Bon na minu, po jejímž výbuchu se potopil.